# コルフト・ミハーイ
コルフト・ミハーイ（Korhut Mihály 、1988年12月1日 - ）は、ハンガリー・デブレツェン出身のプロサッカー選手。ハンガリー代表。デブレツェニVSC所属。ポジションは、ディフェンダー。

## クラブ経歴
地元クラブのデブレツェニVSCで育成され、2009年8月1日にトップチームデビュー。
2012年5月1日のマジャル・クパ決勝でMTKブダペストをPK戦の末に下し自身初となるタイトルを獲得した。12日にはリーグ優勝を果たした。
2016年8月29日、イスラエルのハポエル・ベエルシェバFCに移籍した。
2019年1月12日、ギリシャのアリス・テッサロニキに移籍した。

## 代表歴
UEFA EURO 2016のメンバーに選ばれた。グループステージ3戦目のポルトガル戦に出場した。
2019年10月13日、UEFA EURO 2020予選のアゼルバイジャン戦で代表初ゴールを決めた。

## タイトル
デブレツェニVSC
- ネムゼティ・バイノクシャーグI (3): 2010, 2012, 2014
- マジャル・クパ (2): 2010, 2012

ハポエル・ベエルシェバFC
- Toto cup top Division (1): 2016-17
- イスラエル・プレミアリーグ (1): 2016-17